# Mipam Wangpo
Mipam Wangpo aussi écrit Mipham Wangpo (tibétain : མི་ཕམ་དབང་པོ, Wylie : mi pham dbang po, 1641-1717) est considéré comme la réincarnation immédiate de Pagsam Wangpo et le sixième hiérarque gyalwang drukchen de la branche nord de la tradition Drukpa Kagyu  du bouddhisme tibétain.
Il est né à Phoding dans le Lhodrak, dans le district de Kharchu au sud du Tibet et reconnu par Lobsang Gyatso, le 5e dalaï-lama comme l'incarnation omnisciente de Drukchen. Il a passé la plupart de ses années de formation à Lhassa, au palais du Potala du dalaï-lama et à étudier dans les collèges monastiques de Sera, Drepung et Gaden .
Mipham Wangpo fut une figure influente dans le règlement de la guerre entre le Tibet et le Ladakh de 1679-1684. Selon sa biographie, dés 1654, le dalaï-lama avait demandé à la maison royale du Ladakh de soutenir les monastères gelugpa autant que ceux de la tradition Drukpa. En 1683, en tant que représentant du dalaï-lama, Mipham Wangpo signe un traité avec le roi du Ladakh bDe-legs rNam-rgyal, le traité de Tingmosgang. En conséquence, le monopole des marchands de laine du Cachemire est confirmé ; Le Ladakh cède Rudok, Guge et Purang à Lhassa, à l'exception d'un domaine à Minsar, près du mont Kailash. Le Ladakh s'engage à envoyer une mission triennale à Lhassa avec des offrandes pour les autorités tibétaines. Les traités de 1683 et 1684 forment les bases des relations du Ladakh avec le Cachemire et le Tibet pour l’existence indépendante du royaume du Ladakh. 
À la suite de ce traité, une caravane du gouvernement du Tibet se rend de Lhassa à Leh tous les 3 ans, en échange d'une caravane en sens inverse du roi du Ladakh prise en charge par des Ladakhi musulmans et apportant des lettres et des présents au dalaï-lama. Appelée « lopchak » (Jo-phyag : « salutation annuelle »), cette caravane qui aidait au maintien de relations diplomatiques et commerciales entre le Ladakh et le Tibet, avait un droit de transport libre de marchandises entre les deux pays. De nombreux Ladakhis se joignaient à ce voyage  pour se rendre à Lhassa.
La dernière caravane a eu lieu en 1946. Membre d'une des deux familles prenant en charge le lopchak, Abdul Wahid Radhu accompagne la caravane de 1942, et décide de s'installer à Lhassa.

## Noms alternatifs
- Mipham Wangpo (mi pham dbang po)
- Mipham Ngakgi Wangchuck (mi pham ngag gi dbang phyug)